# Dipartimento di Tercero Arriba
Tercero Arriba è un dipartimento argentino, situato nella parte centrale della provincia di Córdoba, con capoluogo Oliva.

## Geografia fisica
Esso confina a nord con i dipartimenti di Santa María e Río Segundo, ad est con quello di General San Martín, a sud con il dipartimento di Juárez Celman, a sudovest con quello di Río Cuarto, e ad ovest con il dipartimento di Calamuchita.
Il dipartimento è suddiviso nelle seguenti pedanie: Capilla de Rodríguez, Los Zorros, Pampayasta Norte, Pampayasta Sud, Punta de Agua e Salto.

## Società

### Evoluzione demografica
Secondo il censimento del 2001, su un territorio di 5.187 km², la popolazione ammontava a 107.460 abitanti, con un aumento demografico del 3,61% rispetto al censimento del 1991.

## Amministrazione
Nel 2001 il dipartimento comprendeva:
- 4 comuni (comunas in spagnolo):
  - General Fotheringham
  - Las Isletillas
  - Pampayasta Norte
  - Punta del Agua
- 13 municipalità (municipios in spagnolo):
  - Almafuerte
  - Colonia Almada
  - Corralito
  - Dalmacio Vélez Sarsfield
  - Hernando
  - James Craik
  - Las Perdices
  - Los Zorros
  - Oliva
  - Pampayasta Sud
  - Río Tercero
  - Tancacha
  - Villa Ascasubi